# کانینگهام
کانینگهام (Cunningham) یک نام خانوادگی با ریشهٔ اسکاتلندی است.

## افراد مشهور
- ایموجن کانینگهام
- جف کانینگهام
- کنی کانینگهام
- لوری کانینگهام
- لیام کانینگهام
- مرس کانینگهام
- مایکل کانینگهام
- والتر کانینگهام
- وارد کانینگهام